# Друга крипта
Друга крипта је бескућничка установа бечког Каритаса у 18. бечком округу.

## Локација и архитектура
Друга крипта се налази на адреси Лакнергасе 98 у округу Вајнхаус.
Зграда архитекта Јожа Плечника је изграђена од армираног бетона  у Новоимперијалном односно  Новокласичном стилу. У спољном изгледу се строге форме  сударају са  украсним елементима. Зграда, првобитно изграђена као одел за заштиту деце, а касније коришћена као дом за мушкарце,  има функционални тлоцрт. Средишњи ходник положен је као сала. На оба краја је омеђен стакленим плафонским панелима, који омогућавају дневној светлости пад кроз све спратове до приземља.
Зграда је наведена зграда.

## Историја
Зграду коју је наручио Јохан Јеванђелиста Цахерл, саоснивач католичког удружења Оделења за заштиту деце, саграђена је 1907. године и првобитно коришћена као одељење за заштиту деце. Овде је била посебно ангажована политичарка из Верингера Јосефине Курзбауер као неговатељица и социјални радник. Каритас је 1983.године донирао зграду сестри Грати, припадници реда Сестре милосрдног Винцента де Паул-а, која је тамо почела да храни мушкарце бескућнике. За финансијску и идеолошку подршку часних сестара, уз помоћ декана Норберта Рота, основано је удружење Сестра Грата: помоћ за бескућнике.
Након студентских протеста у октобру 2009. године, 80 бескућника који су тамо преноћивали, остали су без смештаја након чишћења аудиторијума Универзитета у Бечу . Постављање у Каритасову установу за бескућнике Крипта у Бечу - Мариахилф није било могуће, јер смештај особама изван ЕУ тамо није био дозвољен. Каритас бечке архиепископије узео је ово као прилику да отвори Другу крипту у Лакнергасе као 24-часовно хитно склониште током целе године. Првобитно, то је било замишљено као привремено решење, међутим године  2011. прелази у трајно.

## Понуде
За бескућнике, мушкарце и жене, Дневни центар Каритаса нуди могућност боравка, купања и прања рубља. Вреће за спавање се обезбеђују по потреби. Доручак је бесплатан, а за ручак се плаћа симболична цена. На располагању је такође и преноћиште за жене.